# 55-ös főút
55-ös főút (ötvenötös főút, ungarisch für ‚Hauptstraße 55‘) ist eine ungarische Hauptstraße. Sie nimmt in Szeged an der 5-ös főút ihren Ausgang und führt in westlicher Richtung, dabei Domaszék passierend, und durch Mórahalom und weiter über die Kreuzung mit 53-as főút und durch Mélykút nach Baja (deutsch: Frankenstadt), wo die 51-es főút gekreuzt wird. Sie verläuft damit relativ nahe zur serbisch-ungarischen Grenze. Westlich von Baja quert sie die Donau und setzt sich nach Bátaszék fort, wo sie auf die 56-os főút (zugleich Europastraße 73) trifft und an dieser endet. Die Gesamtlänge beträgt 122 Kilometer.

## Siehe auch

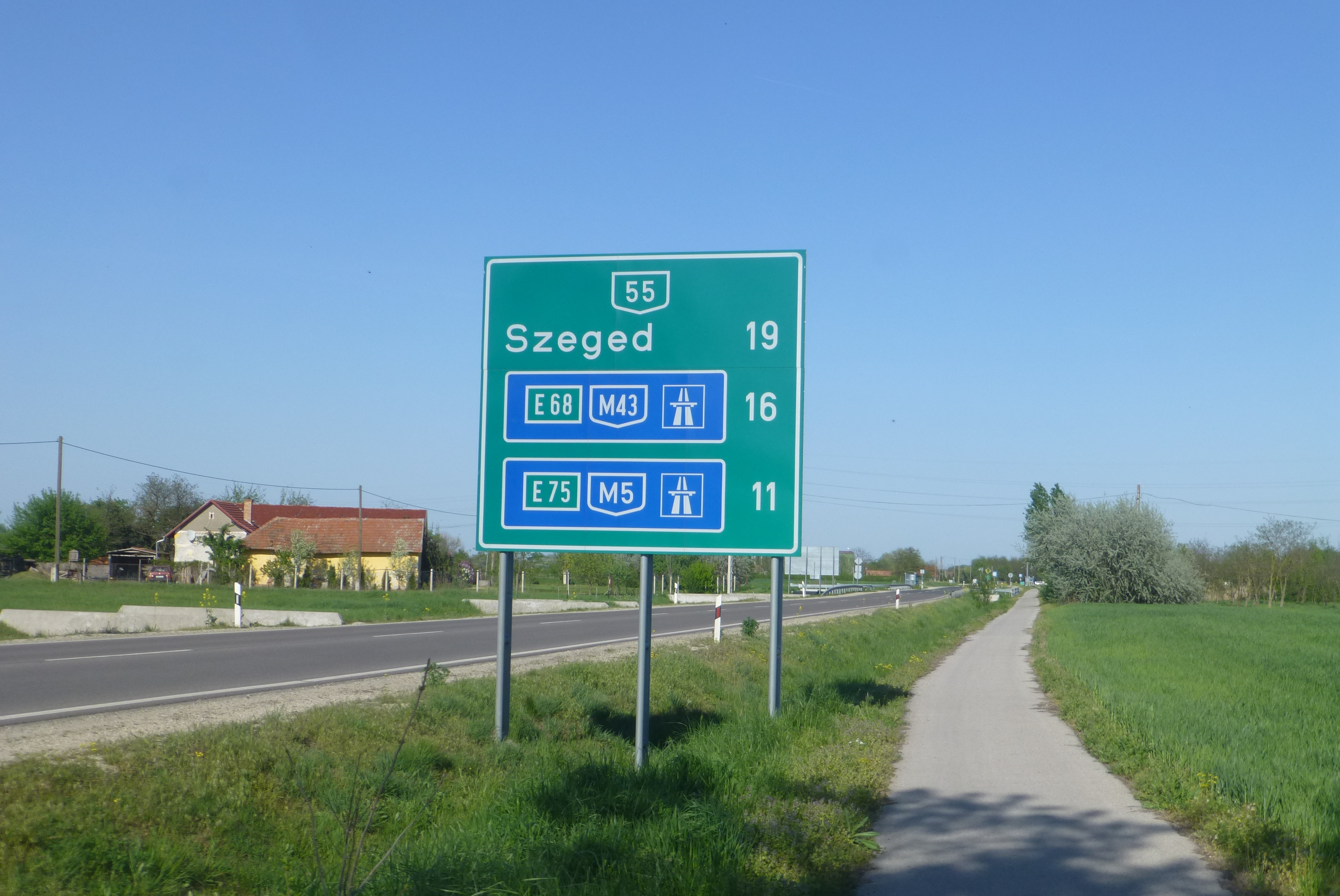
Straßenschild